# Comuna Kobleve, Mîkolaiiv
Kobleve (în ucraineană Коблеве) este o comună în raionul Mîkolaiiv, regiunea Mîkolaiiv, Ucraina, formată din satele Kobleve (reședința), Vînohradne și Morske.

## Demografie
Componența lingvistică a comunei Kobleve
     Ucraineană (75,29%)
     Rusă (17,62%)
     Română (3,33%)
     Alte limbi (0,23%)
Conform recensământului din 2001, majoritatea populației comunei Kobleve era vorbitoare de ucraineană (75,29%), existând în minoritate și vorbitori de rusă (17,62%), română (3,33%) și armeană (1,8%).